# Carlos Honório Benedito Ottoni
Carlos Honório Benedito Ottoni (Serro, 20 de janeiro de 1846 — Rio de Janeiro, 21 de julho de 1919) foi um político, magistrado, professor e escritor brasileiro.
```
presidente da provincia de minas gerais em 1882 
presidente
 da 
província
 do 
Ceará
, nomeado por 
carta imperial
 de 24 de maio de 1884, de 12 de julho de 1884 a 19 de fevereiro de 1885.
```

Foi deputado federal por Minas Gerais (1901-1902 e 1903-1905), o primeiro juiz federal de Belo Horizonte (1907), desembargador da Relação de Petrópolis, chefe de polícia e vice-governador de Minas Gerais (1884), no Império.
Publicou: "Nortistas Ilustres"(1907), "A Memória de Teófilo Otoni" (1907), "Direito Eleitoral" (1910), "Brasil. Ministério da Justiça e dos Negócios Interiores. Relatório" (1910) e "Perfis Biográficos de Mineiros Distintos", tendo feito incursões na poesia.